# Archer Avenue

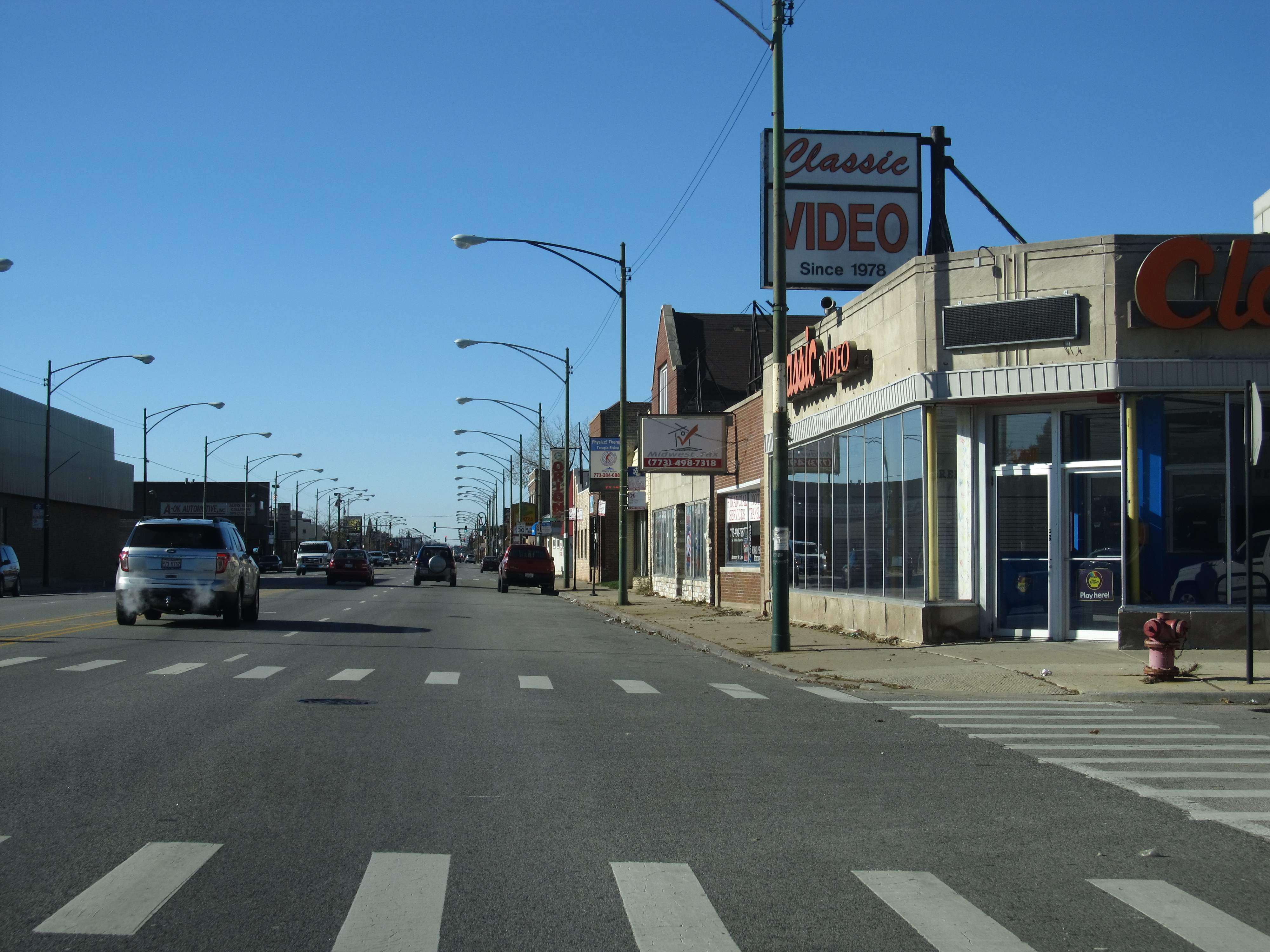
Archer Avenue en 2013

Archer Avenue aussi connue comme Archer Road est une avenue située dans et hors de la ville de Chicago (Illinois, États-Unis). 

## Situation et accès
Archer est une voie en diagonale nord-sud-ouest entre le quartier chinois de Chicago et la ville de Lockport. 
L'extrémité-est d'Archer Ave. commence dans le quartier chinois de Chicago, traverse ensuite les quartiers de Bridgeport, McKinley Park et les quartiers de Brighton Park, Archer Heights et Garfield Ridge. En sortant des limites de la ville de Chicago, Archer Avenue traverse les communes de Summit, Justice, et Willow Springs avant de se terminer au nord de Lockport.

## Origine du nom
La rue porte le nom de William Beatty Archer (en), premier commissionnaire du Canal Illinois et Michigan. 

## Historique
Archer suit l'ancien sentier de portage entre les rivières Chicago et Des Plaines, et s'aligne sur le chemin du Canal Illinois et Michigan et du chemin de fer de Alton.
Une carte de Chicago datant de 1830 énumère la route Archer comme « The Road to Brown's Widow » (Le chemin de la veuve Brown).